# Senegal nos Jogos Olímpicos de Verão de 2012
Senegal competiu nos Jogos Olímpicos de Verão de 2012, que aconteceram na cidade de Londres, no Reino Unido, de 27 de julho até 12 de agosto de 2012.

## Desempenho

### Atletismo
Os atletas da Alemanha até agora alcançaram índices de classificação nos seguintes eventos (máximo de três atletas por índice A e um por índice B):
Eventos com um atleta classificado por índice A:
- 200 m feminino

### Futebol
Masculino
| Equipe | Equipe | Fase de grupos                                                | Fase de grupos | Quartas                | Semifinal              | Final                  | Pos. |
| Equipe | Equipe | Adversário e resultado                                        | Pos.           | Adversário e resultado | Adversário e resultado | Adversário e resultado | Pos. |
| --- | --- | ------------------------------------------------------------- | -------------- | ---------------------- | ---------------------- | ---------------------- | ---- |
| Ousmane Mané Saliou Ciss Ibrahima Seck Abdoulaye Ba Papa Gueye Zargo Touré Moussa Konaté Cheikhou Kouyaté Kara Mbodj | Sadio Mané Kalidou Yéro Ibrahima Baldé Mohamed Diamé Idrissa Gueye Magaye Gueye Pape Souare Stéphane Badji Papa Camara | GBR Grã-Bretanha E 1-1 URU Uruguai UAE Emirados Árabes Unidos |                |                        |                        |                        |      |

### Natação
Feminino
| Atletas     | Evento      | Eliminatórias | Eliminatórias | Semifinal   | Semifinal   | Final       | Final       |
| Atletas     | Evento      | Tempo         | Posição       | Tempo       | Posição     | Tempo       | Posição     |
| ----------- | ----------- | ------------- | ------------- | ----------- | ----------- | ----------- | ----------- |
| Mareme Faye | 100 m livre | 1min06s42     | 46º           | Não avançou | Não avançou | Não avançou | Não avançou |